# Lee Aaliya
Lee Abraham Aaliya (La Plata, Buenos Aires; 8 de noviembre de 2004) es un basquetbolista argentino que mide 2,05 metros de altura y se desempeña como ala-pívot. Actualmente es jugador del UCAM Murcia CB, equipo de la Liga Endesa de España.

## Trayectoria
Aaliya comenzó a jugar al baloncesto en el club Sud América de Tolosa, pero en 2018 se integró a las divisiones formativas de Gimnasia y Esgrima La Plata. Integró el seleccionado de Buenos Aires que conquistó el Campeonato Argentino de Básquet Sub-17 de 2022, siendo además reconocido como el MVP del torneo.
Debutó profesionalmente el 7 de junio de 2021, en un duelo en el que Gimnasia y Esgrima La Plata se enfrentó a Del Progreso durante la octava ventana de la temporada 2021 de La Liga Argentina. 
Dejó el club platense a fines de diciembre de 2022, incorporándose a Atenas de la Liga Nacional de Básquet en marzo de 2023.
En agosto de 2023 fue becado por la Universidad de Míchigan, incorporándose a los Wolverines, el equipo de la institución que compite en los torneos de básquetbol de la Big Ten Conference de la División I de la NCAA. Sin embargo en enero de 2024 dejó el baloncesto universitario estadounidense sin haber disputado ni un solo encuentro. 
El 29 de enero de 2024 firmó por el UCAM Murcia CB por cuatro temporadas y llegó cedido al Palmer Basket Mallorca de la Liga LEB Plata de España. En su primera temporada en Mallorca, el equipo terminó en undécima posición con un récord de 10 victorias y 16 derrotas y logró mantenerse en la categoría, mientras que individualmente disputó 9 partidos y tuvo promedios de 1,9 puntos y 1,4 rebotes en 7 minutos.
Regresó a la Argentina en agosto de 2024 contratado por Instituto.

## Selección nacional
Aaliya jugó en el Campeonato Sudamericano de Baloncesto Sub-17 de 2022 de Caracas, Venezuela, en el Campeonato FIBA Américas Sub-18 de 2022 de Tijuana, México, y en el Campeonato Mundial de Baloncesto Sub-19 de 2023 de Debrecen, Hungría. Con promedios de 17,1 puntos, 9 rebotes y 2 robos por partido en esa última competencia, fue seleccionado como parte del segundo mejor equipo del torneo.
Debutó en la selección absoluta el 25 de julio de 2023 en un encuentro amistoso ante Cataluña, disputado en Manresa. Mientras que su primer partido oficial fue el 20 de febrero de 2025 frente a la selección venezolana durante la tercera ventana clasificatoria a la FIBA AmeriCup.

## Vida personal
Lee Aaliya es hijo del luchador ghanés Jeff Aaliya, más conocido por interpretar a Musambe Tutu en el programa televisivo 100% Lucha y que emigró a la Argentina en 1997, y de la argentina Paula Ansín. Su hermano mayor Jefferson Aaliya también es jugador profesional de baloncesto.
Es musulmán practicante.